# Olimpia Pallavolo
L'Olimpia Pallavolo è una società pallavolista maschile italiana con sede a Bergamo.

## Storia
L'Olimpia Pallavolo nasce nel 1945 come squadra di oratorio nel quartiere di Borgo Palazzo di Bergamo.
Con il nome sponsorizzato di Karmak Bergamo partecipa par la prima volta al campionato di Serie A2 nella stagione 1981-1982. Al termine dell'annata successiva viene retrocessa in Serie B1, ma riconquista nuovamente la Serie A2 dopo solo due stagioni. La nuova partecipazione alla seconda serie del campionato italiano, con il nome SAV Bergamo, dura tre stagioni concludendosi con la retrocessione al termine della stagione 1987-1988.
Al termine della stagione 2005-2006, sconfiggendo nella finale dei play-off di Serie B1 il Cavriago, viene promossa in Serie A2 ma al termine dell'annata successiva ritorna in Serie B1.
Le successive nove stagioni vedono l'Olimpia Pallavolo partecipare ininterrottamente alla Serie B1, dove raggiunge più volte i play-off promozione venendo sconfitta nella stagione 2012-2013 dall'Almamater in semifinale, l'annata successiva dalla Tuscania in finale e ancora nella stagione 2015-2016 dal Modena Est in semifinale: al termine di questa stagione acquista tuttavia il titolo sportivo proprio dal Modena Est che aveva conquisto la promozione in Serie A2.
Dopo due stagioni condotte ai vertici della classifica del campionato di Serie A2, nella stagione 2018-2019 raggiunge sia la finale dei play-off promozione che quella della Coppa Italia di Serie A2, perdendole entrambe contro la You Energy. L'anno successivo, interrotto successivamente a causa del diffondersi della pandemia di COVID-19, conquista il suo primo trofeo vincendo la Coppa Italia di Serie A2/A3.
Successo che si ripete nella stagione 2020-2021 con la conquista della seconda Coppa Italia di Serie A2/A3 e successivamente della prima edizione della Supercoppa italiana di Serie A2.
La stagione successiva vede l'Olimpia Bergamo ancora vincitrice della Supercoppa di A2, mentre si ferma in semifinale play-off la corsa alla promozione, che viene sfiorata anche l'anno successivo con la sconfitta in finale ad opera della Callipo.
Al termine della stagione 2022-2023 cede tuttavia il titolo di Serie A2 alla Normanna Aversa lasciando la pallavolo professionistica.

## Rosa 2022-2023
| N° | Nome                | Ruolo | Data di nascita  | Nazionalità sportiva |
| -- | ------------------- | ----- | ---------------- | -------------------- |
| 1  | Riccardo Copelli    | C     | 16 marzo 1996    | Italia               |
| 3  | Tim Held            | S     | 17 aprile 1998   | Italia               |
| 5  | Mattia Catone       | P     | 17 novembre 2001 | Italia               |
| 6  | Tommaso Lavorato    | C     | 21 maggio 2003   | Italia               |
| 7  | Antonio Cargioli    | C     | 5 novembre 1994  | Italia               |
| 8  | Roberto Cominetti   | S     | 20 aprile 1997   | Italia               |
| 9  | Alessandro Toscani  | L     | 18 luglio 1998   | Italia               |
| 10 | Mitja Pahor         | S     | 28 giugno 2000   | Italia               |
| 11 | Andrea Baldi        | O     | 4 dicembre 2000  | Italia               |
| 12 | Riccardo Mazzon     | S     | 31 gennaio 1996  | Italia               |
| 13 | Massimiliano Cioffi | C     | 24 luglio 1992   | Italia               |
| 14 | Williams Padura     | O     | 24 ottobre 1986  | Italia               |
| 15 | Matteo De Luca      | L     | 15 aprile 2002   | Italia               |
| 17 | Igor Jovanović      | P     | 17 maggio 1990   | Serbia               |

## Palmarès
- Coppa Italia di Serie A2/A3: 2

2019-20, 2020-21
- Supercoppa italiana di Serie A2: 2

2021, 2022